# 외젠 드 사부아 공자
 프랑수아 외젠 드 사부아카리냥 공자(프랑스어: prince François Eugène de Savoie-Carignan 프랭스 프랑수아 외젠 드 사부아카리냥[*], 이탈리아어: Principe Eugenio di Savoia-Carignano 프린치페 에우제니오 디 사보이아카리냐노[*], 독일어: Eugen Franz, Prinz von Savoyen-Carignan 오이겐 프란츠, 프린츠 폰 사보이엔카리그난[*]: 1663년 10월 18일 – 1736년 4월 21일)는 17세기와 18세기에 신성 로마 제국과 오스트리아 합스부르크가의 육군 원수였다. 그는 동시대의 군 사령관들 중 가장 성공한 사람 중 한 명이었으며, 빈에 있는 제국 의회에서 가장 높은 직위에 오르기도 했다.
사보이아가의 귀족으로 파리에서 태어나 루이 14세의 프랑스 궁정에서 성장했다. 외젠은 교회에서 경력을 쌓아 주교가 될 예정이었으나, 그의 나이 19세때 군인이 되기로 마음먹었다. 루이 14세로부터 프랑스 군대에서 복무하는 것을 거절 당하자, 외젠은 오스트리아로 건너가 신성 로마 제국에 충성을 바쳤다.
외젠은 60년의 기간 동안 3명의 합스부르크 황제 레오폴트 1세, 요제프 1세와 카를 6세를 섬겼다. 외젠의 첫 군사적 활동은 1683년의 빈 공방전에서 오스만 제국과 싸운 것이었고, 뒤이어 신성 동맹 전쟁과 그 후 9년 전쟁에서는 그의 사촌인 사부아 공작과 함께 싸웠다. 1697년 젠타 전투에서 오스만군을 상대로 결정적인 승리를 거둠으로써 외젠의 명성은 높아졌고, 전 유럽에서 인기를 얻게 되었다. 외젠은 스페인 왕위 계승 전쟁에 참가하는 동안 말버러 공작과 함께 협력하여 프랑스를 상대로 블렌하임, 오우데나르데와 말플라크의 전장에서 완벽한 승리를 거두었고, 특히 그는 북이탈리아의 제국군 사령관으로써 1706년 투린에서 결정적인 승리를 얻으며 더욱 큰 성공을 거두었다. 오스만 제국에 대한 적대감으로 발발한 오스트리아-투르크 전쟁에서 외젠은 페트로바라딘과 베오그라드에서 승리를 거두었고, 그의 명성은 더욱 굳건해졌다.
1720년대 말까지 외젠의 영향력과 능숙한 외교술은 부르봉 왕가와의 싸움에서 황제의 강력한 동맹국들을 확보하게 해주었지만, 신체적으로나 정신적으로 피폐해졌고, 그의 마지막 싸움이었던 폴란드 왕위 계승 전쟁에서 외젠은 총사령관으로써 큰 성공을 거두지 못했다. 그럼에도 불구하고, 오스트리아에서 외젠의 명성은 여전히 확고했다. 그의 성격에 대해 의견을 달리하는 자도 있지만, 그가 위대한 업적을 남 긴것에 대한 이견은 없었다. 외젠은 프랑스가 합스부르크 제국을 점령하는 것을 막아냈고, 서쪽으로 침공한 오스만 제국을 격파해 오스만 제국의 점령지의 절반과 중부 유럽 일부를 100년 만에 해방시켰다. 또한, 외젠은 예술의 위대한 보호자 중에 한 명으로, 그의 건축 유산은 오늘날 빈에서 볼 수 있다. 외젠은 1736년 4월 21일 72세의 나이로 자신의 저택에서 잠자는 도중에 죽었다.
이탈리아 왕족으로서 프랑스에서 태어나고 자란 뒤 독일에서 장군으로 출세한 이 인물의 국적 정체성을 현대의 국민국가적 개념으로 이해하기는 매우 힘들다. 공자 본인은 자신의 이름을 에우제니오 폰 사보이(이탈리아어: Eugenio 독일어: von 영어: Savoy)라고 이탈리아어와 독일어와 영어를 섞어서 서명했다.

## 어린 시절
그는 수아송 백작 외젠 모리스와 그의 아내 올림피아 만시니 사이에서 삼남으로 태어났다.

## 같이 보기
- 외젠의 명성에 따라 몇척의 배가 그의 이름을 부여받았다:프린츠 오이겐
- 2002년 9월 11일에 발행된 기념 주화(20 유로 바로크 기념 동전(20 euro Baroque commemorative coin) 정면의 모티브에는 외젠 공의 초상화를 사용하였다.
- 제2차 세계대전 나치독일의 SS 사단 중에 프린츠 오이겐 사단이 있다.

## 참조

### 첫 번째
- Lediard, Thomas. The Life of John, Duke of Marlborough vol.i, 1743
- Saint-Simon. Memoirs: 1691-1709 vol.i. Prion Books Ltd., 1999. ISBN 1-85375-352-1
- Saxe, Maurice de. Reveries on the Art of War. Dover Publications Inc., 2007. ISBN 0-486-46150-5

### 두 번째
- Chandler, David G. The Art of Warfare in the Age of Marlborough. Spellmount Limited, 1990. ISBN 0-946771-42-1
- Chandler, David G. Marlborough as Military Commander. Spellmount Ltd., 2003. ISBN 1-86227-195-X
- Childs, John. Warfare in the Seventeenth Century. Cassell, 2003. ISBN 0-304-36373-1
- Churchill, Winston. Marlborough: His Life and Times, Bk. 1, vols. i & ii. University of Chicago Press, 2002. ISBN 0-226-10633-0
- Churchill, Winston. Marlborough: His Life and Times, Bk. 2, vols. iii & iv. University of Chicago Press, 2002. ISBN 0-226-10635-7
- Coxe, William. History of the House of Austria, vols.ii & iii. Henry G. Bohn, 1864
- Duffy, Christopher. Frederick the Great: A Military Life. Routledge & Kegan Paul, 1985. ISBN 0-7100-9649-6
- Hatton, Ragnhild. George I. Yale University Press, 2001. ISBN 0-300-08883-3
- Heer, Friedrich. The Holy Roman Empire (trans. George Weidenfield & Nicolson). Phoenix Press, 2002. ISBN 1-84212-600-8
- Henderson, Nicholas. Prince Eugen of Savoy. Weidenfield & Nicolson, 1966. ISBN 1-84212-597-4
- Lynn, John A. The Wars of Louis XIV, 1667–1714. Longman, 1999. ISBN 0-582-05629-2
- MacMunn, George. Prince Eugene: Twin Marshal with Marlborough. Sampson Low, Marston & CO., Ltd., 1933.
- McKay, Derek. Prince Eugene of Savoy. Thames and Hudson Ltd., 1977. ISBN 0-500-87007-1
- McKay, Derek & Scott, H. M. The Rise of the Great Powers: 1648–1815. Longman, 1984. ISBN 0-582-48554-1
- Somerset, Anne. The Affair of the Poisons: Murder, Infanticide and Satanism at the Court of Louis XIV. Phoenix, 2004. ISBN 0-7538-1784-5
- Spielman, John P. Leopold I of Austria. Thames and Hudson Ltd., 1977. ISBN 0-500-87005-5
- Stoye, John. The Siege of Vienna. Berlinn Ltd., 2000. ISBN 1-84341-037-0
- Wolf, John B. The Emergence of the Great Powers: 1685–1715. Harper & Row, 1962. ISBN 0-061-39750-9 {{isbn}}의 변수 오류: 유효하지 않은 ISBN.